# Цзоу Янь
Цзоу Янь (鄒衍; 336—280 гг. до н. э.) — древнекитайский философ, один из главных представителей школы инь ян (инь ян цзя). Родом из царства Ци. В отличие от Конфуция и его последователя Мэн-цзы, которым не удалось получить должного признания у современников, пользовался большим уважением у правителей своего времени. Был наставником Чжао-вана, правителя царства Янь. Есть сведения о встречи Цзоу Яня с Гунсунь Луном, во время которой обсуждались вопросы ведения спора; особенно жаркую дискуссию вызвал тезис Гунсунь Луна о том, что «белая лошадь не лошадь» (白馬非馬) (бай ма фэй ма).
Джозеф Нидхэм, британский биохимик и китаевед, описывал Цзоу как «настоящего основателя всей китайской научной мысли».  Его учение объединило и систематизировало две теории периода Сражающих царств: Инь-Ян и Пять Элементов.
Создатель теории кругооборота пяти, сменяющих друг друга стихий природы (у дэ). Каждая из этих пяти добродетельных сил обладает только ей присущими свойствами. Распространил идею цикличности на исторический процесс. Такое циклическое движение, соответствуя годовому циклу, в то же время объясняло последовательность смены правящих династий.
Географические выкладки Цзоу Яня представляют особый интерес, поскольку сведения, сообщаемые им, почти точно соответствуют нынешним данным о параметрах земного шара. Так, например, Цзоу Янь считал, что территория Срединных Государств представляет собой девятиклеточный квадрат со стороной 9000 ли (около 4320 км), причём Срединные Государства фактически расположены не в центре, но в юго-восточной области своего континента. Далее он распространил девятичленную симметрию на все пространство земной поверхности, объявив вышеупомянутый квадрат 1/9 мировой суши и 1/81 всей Поднебесной. Подставив в эту схему бытовавшие в те времена значения для мер длины, получаем, что Поднебесная Цзоу Яня представляет собой квадрат со стороной 27000 ли (около 13000 км), что близко цифрам, приводившимся в «Люйши чуньцю» и «Хуайнань-цзы», а также реальному диаметру Земли (около 12760 км). Доподлинный источник этих знаний неизвестен.
Считается, что взгляды Цзоу Яня получили развитие в философии Дун Чжуншу, а также в традиции, связанной с мантическими практиками. Его сочинения, о которых упоминается в библиографическом отделе «Ханьшу», до нашего времени не дошли.

## Свидетельства о жизни и учении
Все сочинения Цзоу Яня утеряны, но он упоминается в «Ши цзи» Сыма Цяня:
- «В последующем воюющие царства и княжества стали [все больше] бороться друг с другом, положение было таково, что сильные княжества соперничали между собой и захватывали [территории], [иногда] спасали тех, кто находился в крайних обстоятельствах, [иногда] улаживали свои смуты и только. Разве было время думать о другом? В это время только один Цзоу Янь внес ясность в преемственность пяти добродетелей-стихий, разграничил четко движение времен года, чем прославил себя среди чжухоу-владетельных князей». Ши цзи. Глава 26.

- «其后戰國并爭，在於彊國禽敵，救急解紛而已，豈遑念斯哉！是時獨有鄒衍，明於五德之傳，而散消息之分，以顯諸侯»。

- «Сюань-ван с радостью принимал при дворе мужей, знающих литературу, и странствующих ученых. Их было семьдесят шесть — таких, как Цзоу Янь, Чуньюй Кунь, Тянь Пянь, Цзе Юй (Цзе-цзы), Шэнь Дао, Хуань Юань. Все их он поставил шандафу (старшими сановниками), он они не управляли делами, а занимались обсуждениями и толкованиями. Поэтому циская школа ученых Цзися вновь расцвела, насчитывая от нескольких сот до тысячи человек». Ши цзи. Глава 46.

- «宣王喜文学游说之士，自如驺衍、淳于髡、田骈、接予、慎到、环渊之徒七十六人，皆赐列第，为上大夫，不治而议论。是以齐稷下学士复盛，且数百千人»。

Наиболее подробно описаны его взгляды в главе 74. Из неё следует, что особо он интересовался географией и историей, которые интерпретировал в соответствии с трансформацией пяти элементов.
- «Цзоу Янь видел, что правители государств все больше роскошествуют и становятся распущенными, не в силах превыше всего поставить добродетель. Ведь если правитель сам следует высоким принципам, то это воздействует и на простой народ. Тогда [Цзоу Янь] глубоко задумался о подъёме и упадке сил ян и инь, вник в превратности всех перемен… Его речи были широкими и неканоническими, он исследовал [что-нибудь] малое, а затем распространял [наблюдения] на крупные явления, доходя до бескрайне далекого. [Цзоу Янь] начинал изложение с настоящего времени и шел в глубь веков вплоть до Хуан-ди, говоря об известных — для ученых — вещах. [Цзоу Янь] в общем и целом связал века в чередовании их расцветов и падений, исходя из этого поместил в книге описание благовещих знамений и недобрых предвестий, принятые правила и установления. Шаг за шагом удаляясь [во времени, он] в конечном счете доходил до самых истоков [жизни], когда Небо и Земля ещё не появились и царил глубокий мрак, которому нельзя было найти исток. Сначала [Цзоу Янь] перечислил знаменитые горы и великие реки Срединных княжеств, горные долины и проходы, зверей и птиц, все, что порождали вода и земля, все чудесное и редкостное в мире вещей. Затем, идя вширь, он дошел до заморских земель, которые люди не могли видеть. Он говорил, что с того времени, как Небо и Земля раскрылись и разделились, пять добродетелей — стихийных сил меняются в вечном круговороте, каждое управление [в Поднебесной] имеет своё соответствие, и таким образом все взаимно соотнесено.»